# Scutigeridae
Los escutigéridos (Scutigeridae) son una familia de ciempiés que incluye a la mayoría de las especies vulgarmente conocidas como ciempiés domésticos, incluyendo a Scutigera coleoptrata y Allothereua maculata. Incluye a los siguientes géneros:
- Allothereua Verhoeff, 1905
- Ballonema Verhoeff, 1904
- Ballonemella Verhoeff, 1944
- Brasiloscutigera Bücherl, 1939
- Diplacrophor Chamberlin, 1920
- Gomphor Chamberlin, 1944
- Microthereua Verhoeff, 1905
- Parascutigera Verhoeff, 1904
- Pesvarus Würmli, 1974
- Phanothereua Chamberlin, 1958
- Podothereua Verhoeff, 1905
- Prionopodella Verhoeff, 1925
- Prothereua Verhoeff, 1925
- Scutigera Lamarck, 1801
- Tachythereua Verhoeff, 1905
- Thereuella Chamberlin, 1955
- Thereuonema Verhoeff, 1904
- Thereuopoda Verhoeff, 1904
- Thereuopodina Verhoeff, 1905
- Thereuoquima Bücherl, 1949